# Jaylen Adams
Jaylen Adams, né le 4 mai 1996 à Elkridge dans le Maryland, est un joueur américain de basket-ball. Il évolue au poste de meneur

## Biographie
Après ne pas avoir été drafté en 2018, il signe, le 1er juillet 2018, un contrat "two-way" avec les Hawks d'Atlanta pour la saison à venir.
Le 13 février 2019, il signe un contrat garanti jusqu'à la fin de la saison avec les Hawks d'Atlanta.
Le 13 juillet 2019, il est coupé par les Hawks d'Atlanta.
Le 21 novembre 2020, il signe un contrat two-way avec les Bucks de Milwaukee. Le 4 mars 2021, il est coupé.